# Можайская линия обороны
Можайская линия обороны — основной оборонительный рубеж на западных подступах к Москве. Линия обороны возводилась по решению Государственного комитета обороны и Ставки с конца июля (решение принято после оставления Смоленска 16.07.1941 г.) и, практически, до начала боев в октябре 1941 года. По некоторым сведениям, линия достраивалась и после зимнего контрнаступления Красной армии, до осени 1942 г.
Главная оборонительная полоса располагалась на расстоянии 120—150 км от Москвы, по дуге с севера на юг, от Иваньковского водохранилища на р. Волга, по р. Лама, далее западнее Волоколамска и Можайска, практически, до Калуги. Главная полоса включала в себя четыре основных укрепленных района (УР) — Волоколамский, собственно Можайский, Малоярославецкий и Калужский, каждый которых состоял из 10-15 батальонных районов обороны (БРО). Общая протяженность главной оборонительной полосы более 200 км. Проектировались и строились также две тыловые полосы, последняя — в 10-20 км от современной МКАД, от Хлебниково на севере, до Домодедово на юге.
Линию обороны строили армейские строительные части, с привлечением гражданского населения, государственных строительных предприятий Москвы и области. Практически впервые, линия обороны строилась с учетом значительной танковой опасности и включала в себя элементы эшелонированной противотанковой обороны. Полевые сооружения были, в значительной мере, усилены долговременными огневыми сооружениями (ДОС, или менее правильно — ДОТ), предназначенными для пулеметов, дивизионной и противотанковой артиллерии.
К 10.10.1941 г., ко времени выхода немецко-фашистских войск на линию обороны, сооружение укреплений было весьма далеко от завершения. Готовность по долговременным сооружениям в разных УР была различна, но везде составляла менее 50 %. Противотанковые препятствия и полевые оборонительные сооружения были в большей степени готовности, но абсолютно везде строительство не было закончено. И, что более важно, даже долговременные сооружения, в подавляющем большинстве, не были вооружены, да и вооружений для них и не имелось в достаточном количестве.
Все бетонные, долговременные сооружения выполнены из традиционных материалов на основе цементных растворов. Это и монолитные сооружения, в той или иной опалубке, и сооружения из бетонитов (кирпичи из бетона), и сооружения — двойные срубы из готовых железобетонных балок.
Большинство как пулеметных, так и артиллерийских ДОТ имеют типовые конструкции и предназначены, по всей видимости, для установки станковых пулеметов, 45 мм противотанковых и 76,2 мм дивизионных пушек. Все сооружения предназначены исключительно для размещения полевых вооружений.
Достаточно просто выделить, по меньшей мере, 7 основных типов сооружений (без учёта имеющихся разновидностей):
А. Пулеметные сооружения:
Монолитный ДОТ;
Бетонитный ДОТ;
ДОТ — сруб из балок;
Железобетонный колпак.
Б. Артиллерийские сооружения:
Монолитное сооружение для 76-мм пушки;
Монолитный ДОТ для 45-мм противотанковой пушки;
ДОТ — сруб для 45-мм противотанковой пушки.
В зависимости от боевого предназначения, все ДОТ могут быть подразделены на пулеметные и артиллерийские, ДОТ фронтального (косоприцельного) огня и артиллерийские полукапониры (ОРПК). Среди представленных сооружений Можайского УР нет пулеметных полукапониров, но известно, что в других УР подобные встречаются.
Первое боевое соприкосновение с наступающими немецкими войсками на линии обороны, произошли 10.10.1941 г. в Калужском и Малоярославецком УР. Можайский УР встретил немецко-фашистские войска 12.10.1941 г. (Минское шоссе, дер. Ельня). Бои носили очень ожесточенный характер на всем протяжении линии обороны. Но уже к 18.10.1941 г. линия обороны была прорвана, практически, на всем протяжении, за исключением участков в Волоколамском УР, который был полностью оставлен к 25.10.1941 г.. Причины такой скоротечности боев на главной линии обороны — значительное количественное и качественное (в тактическом плане) превосходство немецких войск, недостаток вооружения и неподготовленность командного состава Красной армии (воевали всего четыре месяца, умели мало и несли огромные потери), незавершенность самой линии обороны. То, что на главную оборонительную полосу немцы потратили неделю, является исключительно заслугой красноармейцев, костьми легших на этих рубежах.
В галерее[какой?] выставлены фотографии некоторых интересных сооружений Можайского УР, выполненные в 2001—2002 гг. в двух БРО. В первом, занимающим северную часть Бородинского поля и во втором — в районе дер. Знаменка на Минском шоссе.